# Laothoe basilutescens
Laothoe basilutescens är en fjärilsart som beskrevs av Edward Alfred Cockayne 1953. Laothoe basilutescens ingår i släktet Laothoe och familjen svärmare. Inga underarter finns listade i Catalogue of Life.